# Марі-Анн Робер
Марі-Анн де Рум'є-Робер — французька письменниця XVIII століття. Авторка одного з перших відомих творів наукової фантастики — Подорожі лорда Сітона до семи планет (фр. Voyage de Milord Céton dans les sept planètes, 1765).

## Життєпис
Народилася в сім'ї, пов'язаній із Бернаром Ле Бов'є де Фонтенелем, і отримала хорошу освіту. Її письменницький талант помітив саме Фонтенель. Внаслідок фінансової кризи (див. Система Ло), пішла в монастир. Потім, 1737 року, одружилася з Жаном Полем Робером, парламентським юристом. Представниця періоду зростання жіночого письменництва 1760-х. У своїх романах зображала жінок у філософських дискурсах. У Les Ondins, моральній казці та утопії про Амазонку, опублікованій 1768 року, просувала ідею, що жінка може обирати чоловіка, з яким бажає одружитися. У романі «Ніколь де Бове» пішла далі, припускаючи можливість автономного життя жінок поза шлюбом. Роман Подорожі лорда Сітона до семи планет, опублікований 1765 року, вважають одним із перших феміністичних науково-фантастичних романів.
Її роботи висвітлюють проблему можливості бути одночасно жінкою та філософом Просвітництва, тоді як Просвітництво виключило жінку з наукової діяльності.

## Публікації
- de Roumier Robert, Marie Anne (1761), La Paysanne philosophe ou Les aventures de madame la comtesse de ***, [S.l.s.n.], 1761–1762, National Library of the Czechoslovakian Republik: Chez les Libraires Associés
- de Roumier Robert, Marie Anne (176), La Voix de la nature ou Les aventures de madame la marquise de ***, National Library of the Netherlands, Amsterdam: Aux depens de la compagnie
- de Roumier Robert, Marie Anne (1768), Les Ondins : conte moral, Paris: Nicolas-Augustin Delalain
- de Roumier Robert, Marie Anne (1768), Nicole de Beauvais, ou, L'amour vaincu par la reconnoissance, a Haye ; Paris: Desaint, Veuve Duchesne, Panckoucke, Delalain
- de Roumier Robert, Marie Anne (1765–1766), Les Voyages de Milord Céton dans les sept Planettes, Paris, La Haye